# Brennnesselspinat

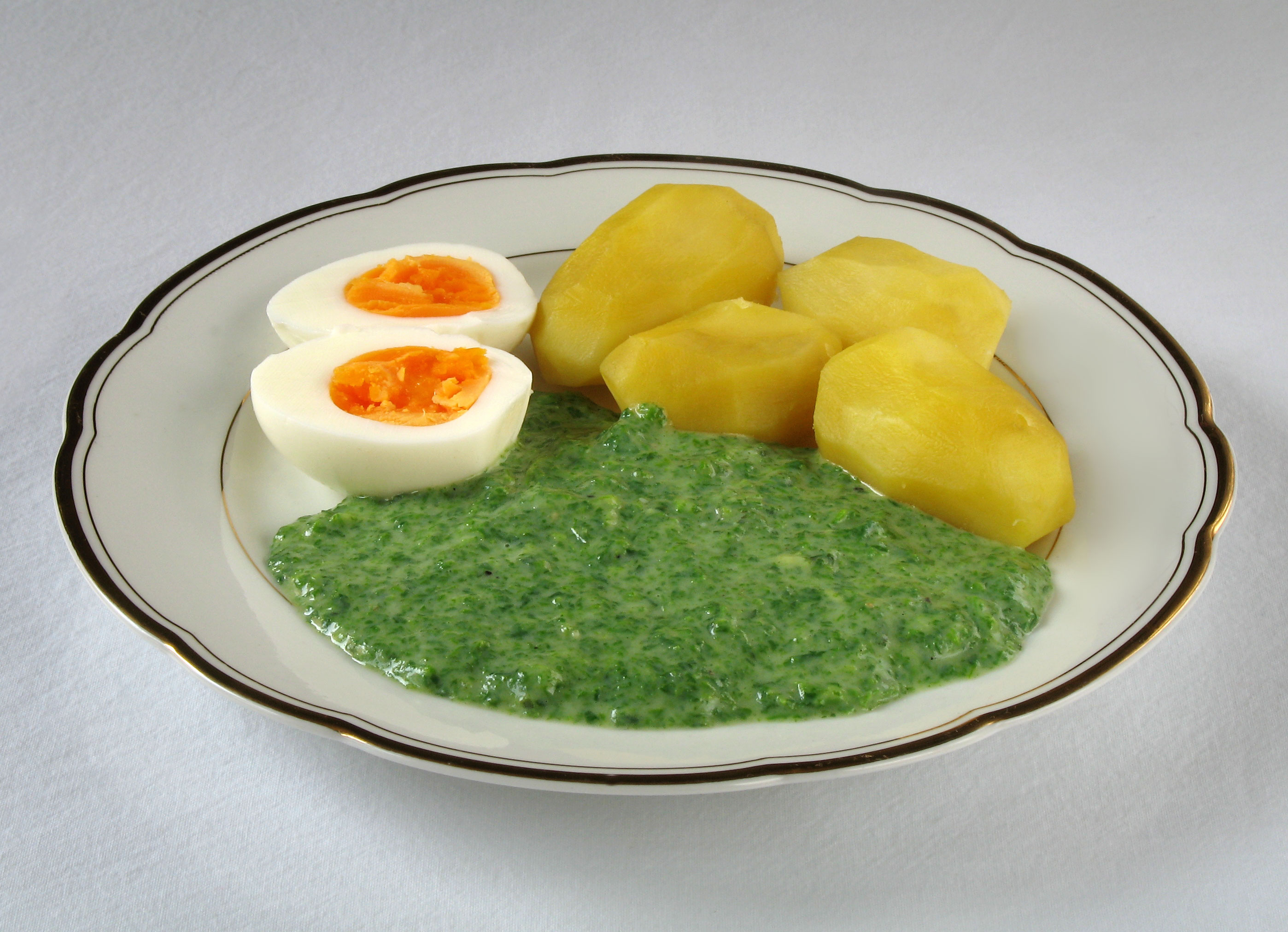
Brennnesselspinat mit Salzkartoffeln und Ei

Brennnesselspinat ist vor allem im Frühling ein beliebtes Gericht aus Wildgemüse. Es wurde früher in Notzeiten oft als „Ersatzgemüse“ verwendet, da Brennnesseln immer in großen Mengen zur Verfügung standen.
Dazu verwendet man nur junge Brennnesseltriebe, die in kochendem Wasser überbrüht und anschließend sofort in eiskaltem Wasser gekühlt werden; dadurch verlieren die Blätter ihre Brennwirkung und zudem wird die grüne Farbe der Brennnessel stabilisiert. Danach wird die kalte Brennnesselmasse leicht ausgepresst und mit einem Messer fein gehackt oder auch passiert. Anschließend bereitet man eine Mehlschwitze (Einbrenn) mit Butter und Mehl und diese wird mit Milch oder Sahne aufgegossen, danach rührt man die Brennnesseln dazu und schmeckt das Ganze mit Salz, Pfeffer, Muskat und Knoblauch ab. Als Beilage sind Eier und Kartoffel sehr beliebt. Brennnesselspinat wird aber auch als Beilage zu anderen Speisen gereicht, dabei werden sie oft ohne Mehlschwitze, nur mit Sahne zubereitet.
Brennnesselspinat gilt auch wegen seines hohen Vitamin- und Mineralsalzegehaltes als sehr gesunde Speise.